# Челиатдон
Челиатдон (осет. Челиаты дон — дословно 'Челиатская река', осет. Челиатдон, груз. ჭელიათისწყალი) — река в Джавском районе Южной Осетии. Правый приток реки Эрманидон.
Берёт начало на южном склоне горы Зилга-Хох. Течёт на юг по горному ущелью, сливаясь с рекой Каласанидон поворачивает на запад. Впадает в Эрманидон у села Згубир. На реке Челиатдон расположено село Челиат. Небольшие ныне заброшенные поселения, располагавшиеся в ущелье реки Челиатдон назывались Ламардон, Токота, Фазы Челиат или Дзукатикау, Битатикау (Бытъæтыхъæу), Гацитикау (Гацитыхъæу), Царингата (Цæрынгатæ), Саухалта (Саухалтæ), Бизират (Бызырат).
Топоним ведёт свое название от фамилии Челиатӕ (Челиаевы), которые населяли село Челиат. Топоним в форме Келеур присутствует в Памятнике Эриставов. Во второй половине XVIII века он зафиксирован в форме Келиет.
Длина около 7,4 км, площадь бассейна 19,3 км². Среднегодичный расход воды 0,75 м³/с.
На правом берегу реки Челиатдон проводились раскопки в склепах, в ходе которых археолог Р. Г. Дзаттиаты нашел деревянную кружку с двухпетельчатой ручкой, состоящую из двух сообщающихся корпусов и вырезанную из цельного куска дерева.